# Arthur Cecil Stuart Barkly
Arthur Cecil Stuart Barkly (1843-27 de septiembre de 1890) fue un administrador colonial y juez británico.

## Biografía
Era hijo de Henry Barkly, político y administrador colonial británico. Era secretario privado de su padre mientras este era gobernador de Mauricio (1863-1870) y gobernador de la Colonia del Cabo (1870-1877).
En 1877, fue nombrado magistrado residente en Basutolandia, actual Lesoto. Sirvió en este cargo hasta diciembre de 1881, y se convirtió en Comisionado Civil jefe de las islas Seychelles. En enero de 1886, se convirtió en teniente gobernador de la colonia de las Islas Malvinas, en litigio con Argentina. En 1887 fue transferido de nuevo a Seychelles como comisionado hasta 1888.
En noviembre de 1888, se convirtió en el gobernador de la isla de Heligoland. Fue el último gobernador británico del territorio, partiendo el 9 de agosto de 1890 después de la soberanía había sido pasado al Imperio alemán a través del Tratado de Heligoland-Zanzíbar.
Falleció poco después en Stapleton Park, cerca de Pontefract, Yorkshire del Oeste en Inglaterra.

### Fuente
- John Benyon, "Barkly, Sir Henry (1815–1898), también incluye sobre Arthur Cecil Stuart Barkly (1843–1890)", Oxford Dictionary of National Biography, Oxford University Press, septiembre de 2004; edición en línea, enero de 2008.